# Eiskunstlauf-Europameisterschaften 1954
Die 46. Eiskunstlauf-Europameisterschaften fanden vom 28. bis 31. Januar 1954 in Bozen statt. Zum ersten Mal stand das Eistanzen auf dem Programm.

## Ergebnisse

### Herren
| Platz | Sportler          | Land                   |
| ----- | ----------------- | ---------------------- |
| 1     | Carlo Fassi       | Italien                |
| 2     | Alain Giletti     | Frankreich             |
| 3     | Karol Divín       | Tschechoslowakei       |
| 4     | Michael Booker    | Vereinigtes Königreich |
| 5     | Alain Calmat      | Frankreich             |
| 6     | Norbert Felsinger | Österreich             |
| 7     | Zdeněk Fikar      | Tschechoslowakei       |
| 8     | Hanno Stroher     | Österreich             |
| 9     | François Pache    | Schweiz                |
| 10    | Hans Müller       | Schweiz                |
| 11    | Werner Kronemann  | BR Deutschland         |
| 12    | Kurt Weilert      | BR Deutschland         |

### Damen
| Platz | Sportlerin                 | Land                   |
| ----- | -------------------------- | ---------------------- |
| 1     | Gundi Busch                | BR Deutschland         |
| 2     | Erica Batchelor            | Vereinigtes Königreich |
| 3     | Yvonne Sugden              | Vereinigtes Königreich |
| 4     | Annelies Schilhan          | Österreich             |
| 5     | Ingrid Wendl               | Österreich             |
| 6     | Hanna Eigel                | Österreich             |
| 7     | Clema Cowley               | Vereinigtes Königreich |
| 8     | Miloslava Tůmová           | Tschechoslowakei       |
| 9     | Hanna Walter               | Österreich             |
| 10    | Nelly Maas                 | Niederlande            |
| 11    | Rosi Pettinger             | BR Deutschland         |
| 12    | Dagmar Lerchová            | Tschechoslowakei       |
| 13    | Alida Elisabeth Stoppelman | Niederlande            |
| 14    | Fiorella Negro             | Italien                |
| 15    | Erika Rücker               | BR Deutschland         |
| 16    | Lilo Kurzinger             | BR Deutschland         |
| 17    | Alice Fischer              | Schweiz                |
| 18    | Joan Haanappel             | Niederlande            |
| 19    | Sjoukje Dijkstra           | Niederlande            |
| 20    | Christianne Moreux         | Frankreich             |
| 21    | Luisella Gaspari           | Italien                |
| 22    | Manuela Angeli             | Italien                |

### Paare
| Platz | Sportler                            | Land                   |
| ----- | ----------------------------------- | ---------------------- |
| 1     | Silvia Grandjean / Michel Grandjean | Schweiz                |
| 2     | Sissy Schwarz / Kurt Oppelt         | Österreich             |
| 3     | Soňa Balunová / Miloslav Balun      | Tschechoslowakei       |
| 4     | Vera Kuhrüber / Horst Kuhrüber      | BR Deutschland         |
| 5     | Alice Zettel / Klaus Loichinger     | BR Deutschland         |
| 6     | Jane Higson / Robert Hudson         | Vereinigtes Königreich |
| 7     | Inge Minor / Hermann Braun          | BR Deutschland         |
| 8     | Eva Neeb / Karl Probst              | BR Deutschland         |

### Eistanz
| Platz | Sportler                                 | Land                   |
| ----- | ---------------------------------------- | ---------------------- |
| 1     | Jean Westwood / Lawrence Demmy           | Vereinigtes Königreich |
| 2     | Nesta Davies / Paul Thomas               | Vereinigtes Königreich |
| 3     | Barbara Radford / Raymond Lockwood       | Vereinigtes Königreich |
| 4     | Bona Giammona / Giancarlo Sioli          | Italien                |
| 5     | Edith Peikert / Hans Kutschera           | Österreich             |
| 6     | Fanny Besson / Jean Paul Guhel           | Frankreich             |
| 7     | Helga Binder / Edwin Fuhrich             | Österreich             |
| 8     | Catherina Odink / Jacobus Odink          | Niederlande            |
| 9     | Lucia Fischer / Rudolf Zorn              | Österreich             |
| 10    | Claude Gisela Weinstein / Claude Lambert | Frankreich             |
| 11    | Adriana Giuggiolini / Germano Ceccattini | Italien                |
| 12    | Albertine Brown / Nigel Brown            | Schweiz                |